# Góra (gmina Pobiedziska)
Góra – wieś w Polsce położona w województwie wielkopolskim, w powiecie poznańskim, w gminie Pobiedziska.
Wieś duchowna, własność kapituły katedralnej poznańskiej, pod koniec XVI wieku leżała w powiecie poznańskim  województwa poznańskiego. W latach 1975–1998 miejscowość należała administracyjnie do województwa poznańskiego.